# Krusty chasseur de talents
Krusty, chasseur de talents (France) ou L'Idole des jaunes (Québec) (A Star Is Torn) est le 18e épisode de la saison 16 de la série télévisée d'animation Les Simpson.

## Synopsis
Apu se faisant dévaliser par le Serpent, les Simpson décident de manger végétarien et vont acheter des légumes. Peu de temps après, tout le monde est malade sauf Lisa qui a l'habitude de manger des légumes. Elle prend alors la responsabilité de s'occuper de sa famille et les endort avec une berceuse. Le lendemain, ils apprennent, à la télévision, que Krusty organise un concours de chant pour les enfants avec comme récompense une apparition dans un épisode de Itchy et Scratchy. Après avoir entendu la douce voix de la berceuse de Lisa, ils décident de l'inscrire au concours. Pendant les éliminatoires, une petite fille, Clarissa, se fait remarquer en chantant merveilleusement la chanson que Lisa avait préparée, ce qui lui fait perdre tout espoir. Homer décide alors d'écrire en un éclair une nouvelle chanson qui fait sensation. Lisa est qualifiée et compte sur Homer pour gagner le concours. Lisa accède à la finale, mais se rend compte qu'Homer est trop violent pour faire gagner sa fille et le renvoie. Par vengeance, il devient le manager de l'autre finaliste. Après avoir vu qu'il s'intéresse toujours à elle, elle décide, pour se faire pardonner, de chanter une chanson de sa composition parlant de ses sentiments pour son père. Ému, il lui pardonne. Elle gagne le concours car Homer avait saboté la chanson de l'autre finaliste.

## Anecdotes
Cet épisode est une parodie de American Idol, la version américaine de Pop Idol.

## Références culturelles

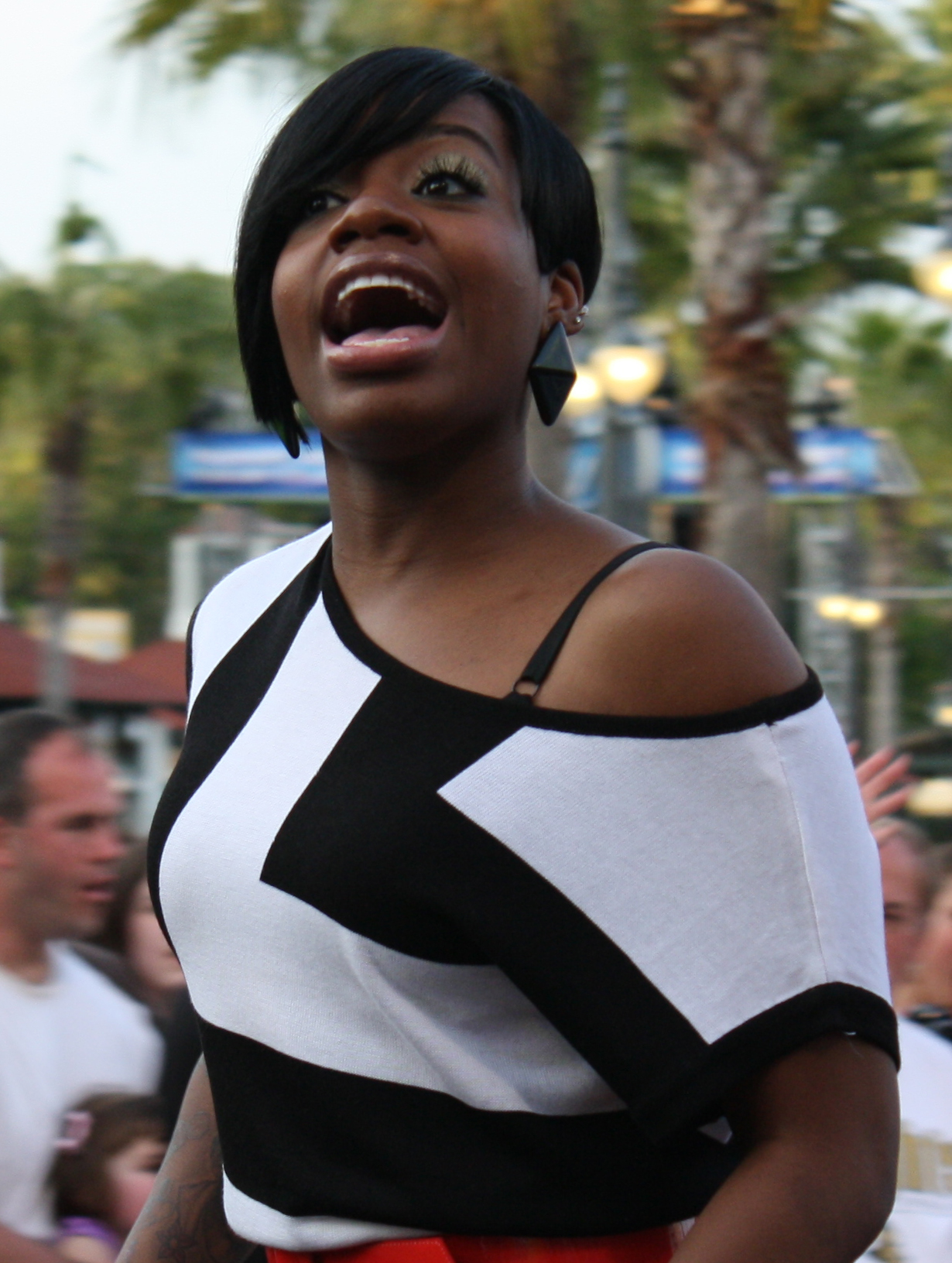
Fantasia Barrino, championne de l’American Idol 2004 prête sa voix à Clarissa Wellington, un des jeunes talents que Lisa vaincra grâce aux palinodies d'Homer (photo prise en 2009. F. Barrino avait 20 ans en 2004)

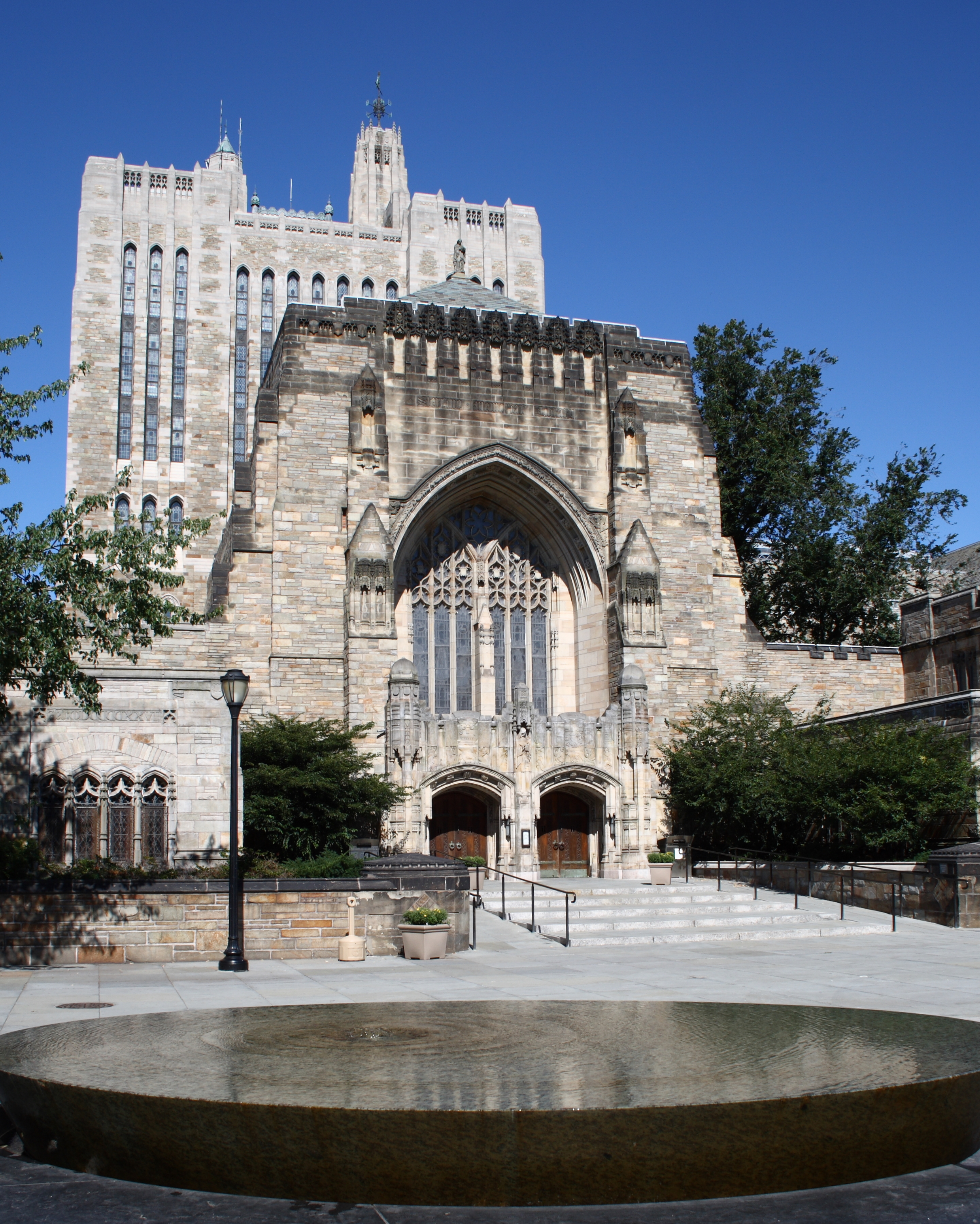
Université Yale : la Sterling Memorial Library. Au premier plan, la Women's Table, dalle sculptée par Maya Lin, qui porte les noms des femmes lauréates de Yale (les femmes sont admises à Yale depuis 1969)